# تكاثر متماثل الأمشاج
| |  | |
| أشكال مختلفة من التكاثر متماثل الأمشاج: A) تكاثر متماثل الأمشاج لخلايا حركية B) تكاثر متماثل الأمشاج لخلايا غير حركية C) اقتران. |  | أشكال مختلفة من التكاثر متباين الأمشاج: A) تكاثر متباين الأمشاج لخلايا حركية B) تكاثر بيضي (بويضة وحيوان منوي) C) تكاثر متباين الأمشاج لخلايا غير حركية (بويضة وحيوان منوي). |

تكاثر متماثل الأمشاج أو تَزَاوُجْ مُتَمَاثِلُ الأَعْراس أو التماشج (بالإنجليزية: Isogamy)‏ هو إحدى طرق التكاثر الجنسي يتم فيه التزاوج والاتحاد بين أمشاج متشابهة في الشكل والحجم، ويختلفان فقط في تعبير الأَلِيل. ونظرًا لكون المشيجين متشابهين، فلا يمكن تصنيفهما على أنهما «ذكر» أو «أنثى». وعوضا عن ذلك يقال إن الكائنات الحية التي تخضع لهذه الظاهرة لها أنواع تزاوج مختلفة، غالبا ما يشار لها بسلالة "+" وسلالة "-"، على الرغم من أنه يوجد في بعض أنواع الدعاميات أكثر من نوعين من التزاوج (يتم تحديدهما بالأرقام أو الحروف). في جميع الحالات، يحدث الإخصاب عندما يتحد مشيجين من نوعين مختلفين من التزاوج لتشكيل بويضة مخصبة.